# Stefan Miłosz
Stefan Miłosz herbu Lubicz – strukczaszy kowieński w 1788 roku, w 1792 roku był konsyliarzem konfederacji targowickiej z powiatu kowieńskiego.